# Bollebygds landsfiskalsdistrikt
Bollebygds landsfiskalsdistrikt var 1918–1964 ett landsfiskalsdistrikt i Älvsborgs län, bildat när Sveriges indelning i landsfiskalsdistrikt trädde i kraft den 1 januari 1918, enligt beslut den 7 september 1917. Den 1 januari 1965 avskaffades i Sverige samtliga landsfiskaler och landsfiskalsdistrikt, och deras arbetsuppgifter delades upp på de nyskapade indelningarna polisdistrikt, åklagardistrikt och kronofogdedistrikt.
Landsfiskalsdistriktet låg under länsstyrelsen i Älvsborgs län.

## Ingående områden
När Sveriges nya indelning i landsfiskalsdistrikt trädde i kraft den 1 oktober 1941 (enligt kungörelsen den 28 juni 1941) tillfördes kommunerna Bredared och Sandhult från det upplösta Vedens landsfiskalsdistrikt. När Sveriges nya indelning i landsfiskalsdistrikt trädde i kraft den 1 januari 1952 (enligt kungörelsen 1 juni 1951) införlivades del av det upplösta Gäsene landsfiskalsdistrikt. Samtidigt ändrades distriktets indelning genom kommunreformen 1952.

### Från 1918
Bollebygds härad:
- Björketorps landskommun
- Bollebygds landskommun
- Töllsjö landskommun

### Från 1 oktober 1941
Bollebygds härad:
- Björketorps landskommun
- Bollebygds landskommun
- Töllsjö landskommun

Vedens härad:
- Bredareds landskommun
- Sandhults landskommun

### Från 1 januari 1952
- Björketorps landskommun
- Bollebygds landskommun
- Fristads landskommun
- Sandhults landskommun